# Defileul Buzdugeni
Defileul Buzdugeni este un monument al naturii de tip geologic sau paleontologic în raionul Edineț, Republica Moldova. Este amplasat lângă satul Buzdugeni, la confluența râurilor Bogda și Racovăț. Are o suprafață de 244,85 ha (100 ha conform Legii). Obiectul este administrat de Primăria comunei Burlănești.

## Descriere

### Amplasare geografică
Defileul Buzdugeni este amplasat în partea de nord-est a satului Buzdugeni, în aval de confluența râurilor Bogda și Racovăț. Începe în partea de vest a satului Gordinești și coboară spre sud până în partea de nord a satului Volodeni. Are o lungime de 1 km și o suprafață de 244,85 ha și este amplasat la altitudinea de 121 m deasupra nivelului mării.
Defileul reprezintă continuarea corpului recifal aflat la 0,5 km distanță spre nord, și face parte din complexul natural Gordinești-Buzdugeni-Brînzeni, care include, printre altele, grotele Brînzeni și recifele Brînzeni.

### Valoare paleontologică
Defileul descoperă resturi scheletice de alge-litotamnii, coralieri, foraminifere, briozoare, moluște, crustacee și ale altor organisme marine, datând din badenian și sarmațianul inferior.
Versanții au o înălțime de până la 125 m. La baza lor în unele locuri sunt adunături de roci căzute de pe versanți. Pereții sunt marcați de ieșiri de calcar și grote, unele dintre care atestă urme ale activității omului preistoric. O grotă situată la înălțimea de 70 m de la nivelul râului beneficiază de statut de protecție ca monument arheologic, cu denumirea „stațiunea paleologică Buzdugeni I”. Adâncimea grotei este de circa 9 m, iar suprafața totală aproximativ 60 m². Investigațiile au determinat vârsta relativă a stațiunii umane ca fiind de 80-60 mii de ani (paleoliticul mijlociu). Săpăturile au scos la iveală unelte de silex pentru muncă și vânat, cât și peste 3.200 de piese scheletice, provenite de la 19 specii de mamifere mari și mijlocii, capturate de locuitorii neandertalieni ai stațiunii.
Majoritatea reminiscențelor scheletice (peste 2.160 de la cel puțin 36 de specimene de diferite vârste) provin de la ursul-de-peșteră (Spelaearctos spelaeus), omnivor foarte răspândit în această zonă, care era vânat pentru carne și blană, iar oasele erau folosite la întreținerea focului. Locuitorii stațiunii vânau, de asemenea, cai (Equus latipes), măgari sălbatici europeni (Asinus hidruntinus), bizoni (Bison priscus), mamuți (Mammuthus primigenius), rinoceri-lânoși (Coelodonta antiquitatis), cerbi (Cervus elaphus, Megalocerus ginanteus, Rangifer tarandus) și alte erbivore mari. Se presupune că vânătorii goneau animalele către prăpastiile din preajma canionului pentru a le ucide. Au mai fost descoperite oase ale hienei-de-peșteră și a diferitor insectivore și rozătoare mici, care viețuiau în împrejurimi și nimereau accidental în locuințe.
Lista completă a mamiferelor identificate în stațiunea paleolitică Buzdugeni I este redată în cele ce urmează:
ordinul Insectivora:
- arici comun (Erinaceus europaeus L.)
- chițcan-de-câmp (Crocidura leucodon Hermann)
- chițcan arctic (Sorex arcticus Kerr)
- chițcan mic (Sorex minutus L.)

ordinul Lagomorpha:
- iepure-de-câmp (Lepus europaeus Pall.)
- iepure tanaitic, fluierător (de Don) (Lepus tanaiticus Gureev)
- ohotonă-de-stepă (Ochotona spelaeus Owen)

ordinul Rodentia:
- marmotă-de-stepă (Marmota bobac Muller)
- popândău pătat (Spermophilus suslicus Guldenstaedt)
- popândău (Citellus sp.)
- iepure mare săritor (Allactaga jaculus Pall.)
- pârș-de-alun (Muscardinus avellanarius L.)
- pârș-comun (Glis glis L.)
- orbete (Nannospalax leucodon Nordmann)
- șoarece-de-pădure (Apodemus sylvaticus L.)
- șoarece-gulerat (Apodemus flavicollis Melchior)
- hârciog (Cricetus cricetus L.)
- grivan cenușiu (Cricetulus migratorius Pall.)
- grivan eversman (Allocricetulus eversmanni Brandt)
- leming copitat (Dicrostonyx guilielmi Sanfordt)
- leming-de-stepă (Lagurus lagurus Pall.)
- leming-de-semideșert (Eolagurus luteus Eversmann)
- șobolan-de-apă (Arvicola terrestris L.)
- șoarece-de-câmp (Microtus arvalis Pall.)
- șoarece-de-tundră (Microtus (Stenocranius) gregalis Pall.)
- șoarece boreal (Microtus oeconomus Pall.)
- șoarece scurmător (Clethrionomys glareolus (Schreber))

ordinul Carnivora:
- lup (Canis lupus L.)
- vulpe comună (Vulpes vulpes L.)
- dihor (Mustella sp.)
- urs-de-peșteră (Ursus (Spelaearctos) spelaeus Rosenmuller et Heinroth)
- hienă-de-peșteră (Crocuta spelaea Goldfuss)
- panteră-de-peșteră (Panthera (Leo) spelaea Goldfuss)

ordinul Proboscidea:
- mamut (Mammuthus primigenius Blumenbach)

ordinul Perissodactyla (imparicopitate):
- cal latipes (Equus latipes Gromova)
- măgăruș european (Equus (Asinus) hydruntinus Regalia)
- rinocer-cu-blană (Coelodonta antiquitatis Blumenbach)

ordinul Artiodactyla (paricopitate):
- cerb nobil (Cervus elaphus L.)
- cerb gigantic (Megaloceros giganteus Blumenbach)
- ren polar (Rangifer tarandus L.)
- capră neagră (Rupicapra rupicapra L.)
- bizon primitiv (Bison priscus Bojanus)

Ansamblul faunistic dat este atribuit etapei timpurii de dezvoltare a teriofaunei zonei carstice din nord-vestul Republicii Moldova a pleistocenului superior și clasificat în complexul faunistic speleoid. Această asociație faunistică se caracterizează prin răspândirea largă a animalelor de cavernă — ursul și hiena —, dar și prezența reprezentanților diferitor zone geografice și biotopuri: stepă și semideșert, tundră, terenuri montane și alpine, silvo-stepă.

### Secționare stratigrafică
Stratigrafia depozitelor din grota Buzdugeni prezintă următoarele secțiuni:
| Nr. | Grosime (cm) | Denumire                                                        | Fosile                                   |
| --- | ------------ | --------------------------------------------------------------- | ---------------------------------------- |
| 1   | 10-15        | cernoziom                                                       |                                          |
| 2   | 3-15         | strat de cenușă                                                 |                                          |
| 3   | 15-20        | argilă de culoare galben-deschis amestecată cu pietriș          | depozite cu resturi de fosile de animale |
| 4   | 6-18         | argilă de culoare galben-închis                                 | depozite cu resturi de fosile de animale |
| 5   | 3-17         | amestec de argilă nisipoasă de culoare galben-închis și pietriș | depozite cu resturi de fosile de animale |
| 6   | 22-48        | argilă de culoare galben-deschis                                | depozite cu resturi de fosile de animale |
| 7   | 15-40        | argilă de culoare galben-închis                                 | depozite cu resturi de fosile de animale |
| 8   | 23-42        | argilă de culoare galben-închis cu amestec de pietriș de calcar | depozite cu resturi de fosile de animale |
| 9   | 20-40        | argilă de culoare galben-închis                                 | depozite cu resturi de fosile de animale |
| 10  | 20-42        | argilă nisipoasă de culoare galben-deschis                      |                                          |
| 11  | 16-20        | amestec de argile                                               |                                          |
| 12  | 6            | lentilă de lut de peșteră de culoare cafenie                    |                                          |
| 13  | 70-100       | pietriș de calcar                                               |                                          |
| 14  |              | fundul stâncos al peșterii                                      |                                          |

## Statut de protecție
Obiectul a fost luat sub protecția statului prin Hotărîrea Sovietului de Miniștri al RSSM din 8 ianuarie 1975 nr. 5. Statutul de protecție a fost reconfirmat prin Legea nr. 1538 din 25 februarie 1998 privind fondul ariilor naturale protejate de stat. Deținătorul funciar al monumentului natural este primăria comunei Buzdugeni, din care satul Buzdugeni face parte.
Defileul prezintă interes privitor la istoria geologică, a teriofaunei și a societății umane de la începutul pleistocenului superior în zona respectivă. Monumentul natural are valoare peisagistică, ecoturistică și cultural-instructivă.
Conform situației din anul 2016, aria naturală nu este delimitată, iar albia râului este presurată de pietre mari căzute de pe pereții defileului și afectată de deșeuri.

## Galerie de imagini

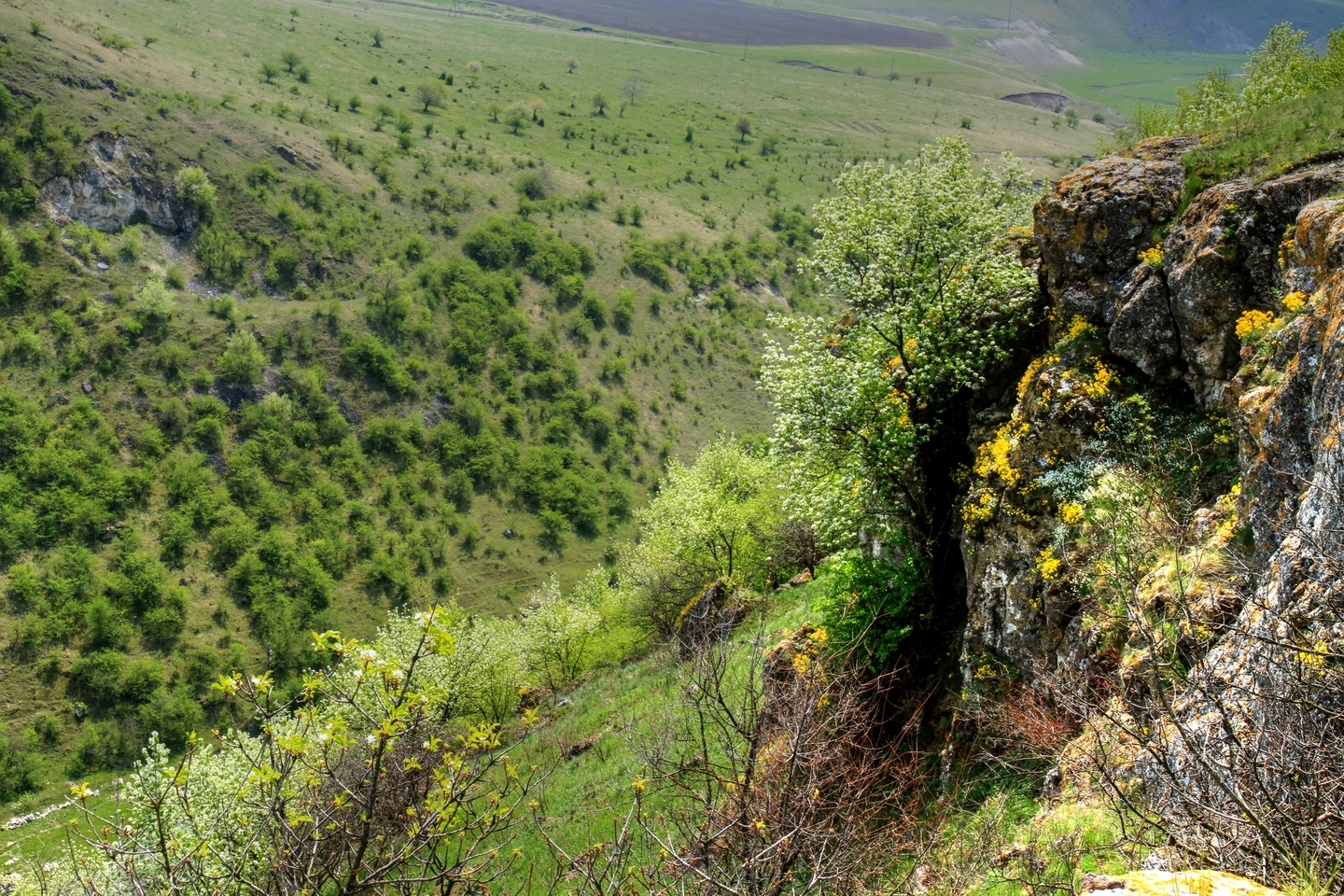
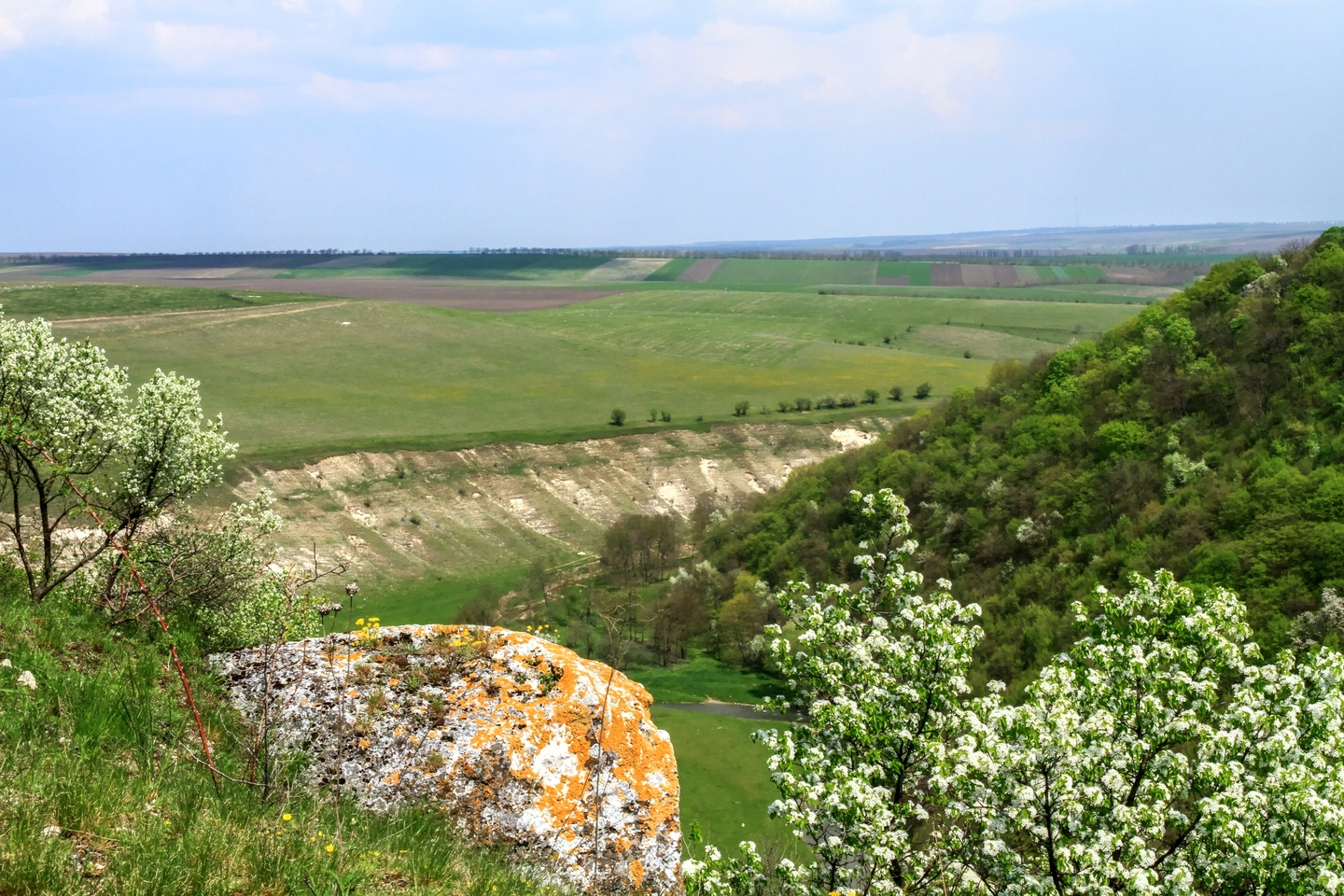
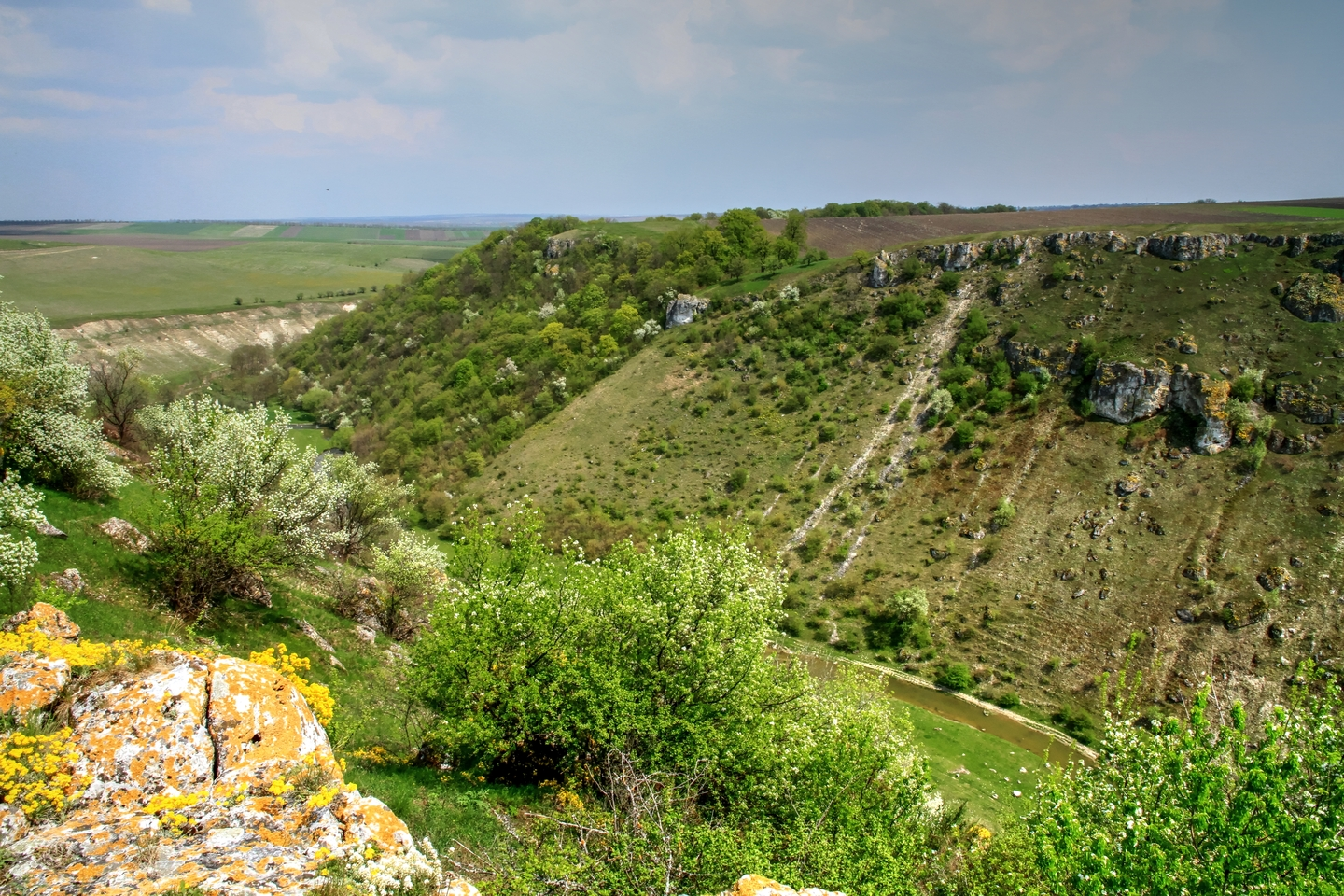
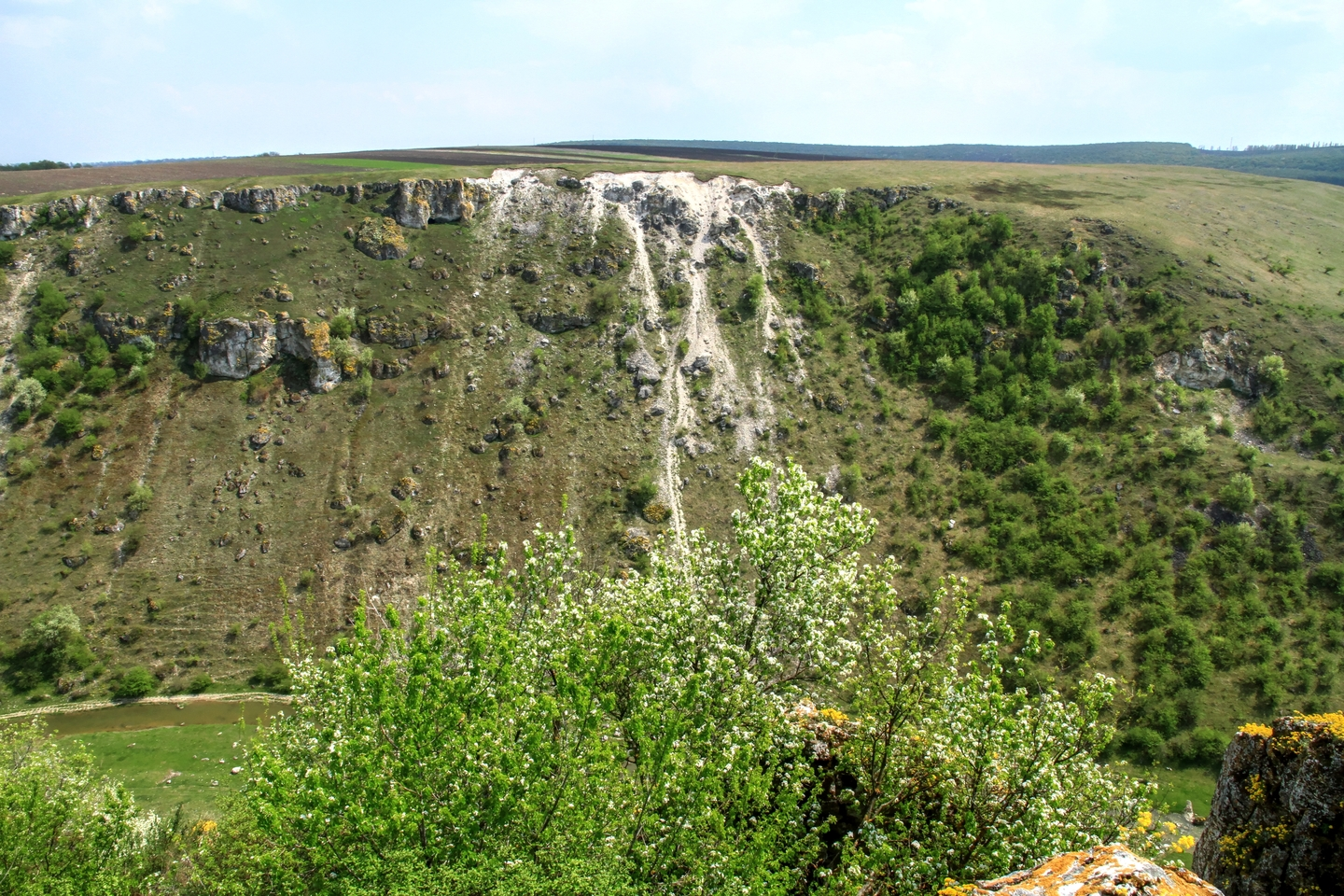
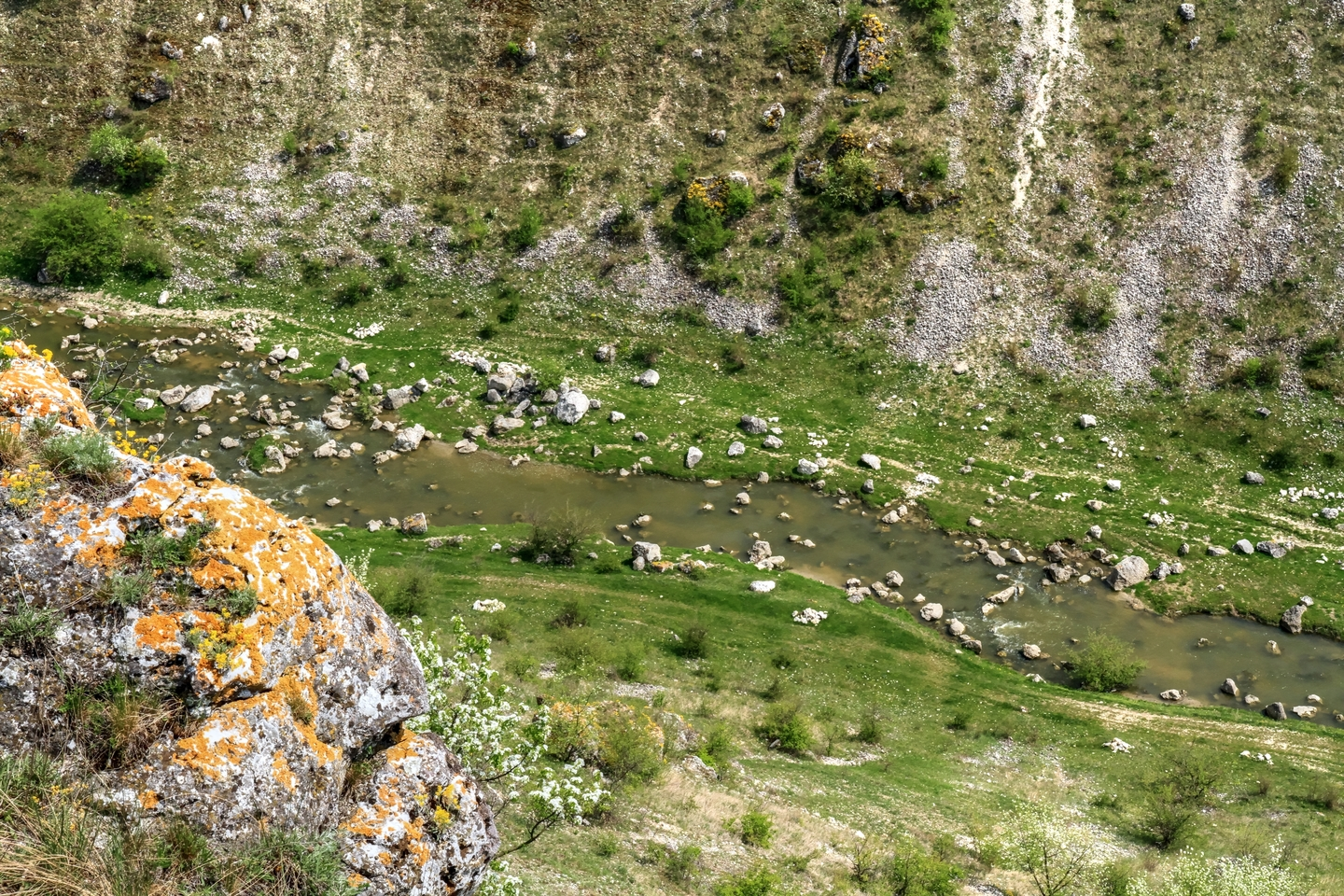